# MÁV 283 sorozat
A MÁV XI. osztályú, később MÁV 283 sorozatú  mozdonyai magyar B tengelyelrendezésű gőzmozdonyok voltak. 1881-ben gyártotta a Floridsdorfi Mozdonygyár. Összesen két darab készült belőle.

## Története
Az Elbel-mozdonyok beszerzésével nem lehetett megoldani a másodrangú mozdonyok kérdését. Úgy a Budapesti Állami Gépgyár, mint a Floridsdorfi Mozdonygyár 1880-ban, az Elbel-mozdonyok üzembe helyezése után, megbízást kapott egy két csatolt kerékpárú szertartályos helyiérdekű gőzmozdony megtervezésére, amelynek üzemköltsége és teljesítőképessége a VIII. osztályú mozdonyok szintjén mozogjon, tengelynyomása azonban lehetőleg ne haladja meg a 9,0 tonnát. A Floridsdorfi Mozdonygyár e megbízás alapján a MÁV részére készített két darab szertartályos másodrangú mozdonyt. 1881 július 22-én adta át a Magyar kir. Államvasutak igazgatóságának. Ezek a mozdonyok, amelyeket XI. osztály megjelöléssel és 193-194 pályaszámokkal láttak el, egészen könnyű, szolgálatban csupán 13.7 tonna súlyú mozdonyok voltak s eredetileg a Nagyváradi Városi Vasút rendelésére készültek. 1700 mm-es tengelytávolságukkal valóban jobban megfeleltek a városi , közlekedés céljainak, mint a rendes helyközi forgatom követelményeinek A XI. osztályú mozdonyok a Magyar Államvasutak üzemében csupán kísérleti gépek voltak és még a VIII. osztályú mozdonyokénál is kisebb vonóerejük (Zgép = 1430 kg) miatt komoly vasúti szolgálatra alkalmatlanoknak bizonyultak. Rövid ideig néhány könnyű jellegű helyiérdekű vonal szomszédos ingaforgalmát továbbították, majd a Budapest-Lajosmizse-i és a Kecskemét-vidéki helyiérdekű vonalak könnyű vonatainak forgalmában próbálkoztak velük, de kis teljesítményük, valamint víz- és szénkészletük elégtelensége miatt ki kellett zárni őket a helyközi forgalomból. Egy ideig utána fűtőházi (Budapest-nyugati) és állomási (Kecskemét) szolgálatot teljesítettek, végül az 1900-as évek elején műhelyi rendező szolgálatra a miskolci, illetve a Szolnoki műhelybe kerültek. Mind a két XI. osztályú (283.001-002) mozdonyt 1921-ben selejtezték a MÁV állagából.

## Szerkezete

### Keret, futómű
A XI. osztályú mozdonyok kétcsatlós "B jellegű" ikermozdonyok, belső elrendezésű keretszerkezettel. Főtartóinak lemezvastagsága mindössze 10 mm. Valószínűleg azért készítették ilyen vékony lemezekből, hagy a mozdony teljes súlyát lehetőleg csökkentsék. A főtartók keretkivágásait a tengelyágytokok körül a berepedések megelőzése céljából már a keretek készítése alkalmával rászegecselt foltlemezekkel erősítették meg. Ezt a megerősítési módot számos korszerű osztrák mozdonyoknál is megtalálhatóak. 2.0 m3 űrtartalmú víztartályait a kazán két oldalán és a keretek között helyezték el, 0,9 m³-es széntartóját pedig a sátor alá szerették A hajtó és kapcsolt kerekek átmérője 940 mm, s ennek megfelelően a XI. osztályú mozdonyokat óránként 35 km legnagyobb sebességre engedélyezték

### Kazán
A gőzkazán rostélyfelülete 0,6, vízzel érintett fűtőfelülete 27.2 m² és teljesítménye 12 atm. legnagyobb kazánnyomáson hazai szenekkel átlag 70 lóerőnek felel meg.

### Gépezet
A gőzhenger átmérője 225, dugattyújának lökete 370 mm és 1650 mm hosszú hajtórúdjai a tűzszekrény alatt lévő második tengelyt hajtják. A gépezethez tartozó keresztfejek a MÁV-nál szokatlan egyvezetékes rendszerűek. A gőzelosztást a vízszinteshez 1:10 hajlású tolattyútükrön közönséges kagylós tolattyúk vezérlik, amiket nyitott rudazatos Stephenson-rendszerű vezérművel kormányoznak.